# پنج تا پنج
 پنج تا پنج فیلمی اجتماعی، ساخت ایران به کارگردانی تارا اوتادی و نویسندگی ماهان حیدری محصول سال ۱۳۹۲ است. 
در سال ۲۰۲۱ نسخه هندی فیلم با عنوان«Chehre» «چهره » که کپی کامل داستان میباشد اکران شده است .

## داستان
داستان سرگذشتِ مردی 55 ساله (صابر ساعدی) را از ساعت پنج عصر تا پنج صبح روایت می‌کند که اتومبیلش در جاده‌ای دور افتاده دچار سانحه شده و به ناچار مجبور می‌شود شب را در خانه‌ی چهار پیرمرد بگذراند. میزبان‌ها شرط اقامت مرد در آن خانه را حضور وی در بازیِ معمولِ خود دانسته و از او می‌خواهند در بازی‌شان شرکت کند. صابر پس از مخالفت اولیه و کش و قوس‌هایِ فراوان از سر ناچاری شرط را پذیرفته با آن‌ها وارد بازی می‌شود...

## بازیگران
رضا کیانیان
محمد شمس لنگرودی
علی اصغر شهبازی
تورج نصر
محمدعلی دیباج